# Rhegmoclema cerinum
Rhegmoclema cerinum är en tvåvingeart som beskrevs av Cook 1971. Rhegmoclema cerinum ingår i släktet Rhegmoclema och familjen dyngmyggor. Inga underarter finns listade i Catalogue of Life.